# 井上和雄 (政治家)
井上 和雄（いのうえ かずお、1952年4月24日 - ）は、日本の政治家、国際開発コンサルタント。地域政党「自由を守る会」特別顧問。元衆議院議員（2期）。

## 人物・来歴
東京都文京区生まれ。1965年に東京教育大学附属小学校（現・筑波大学附属小学校）、1971年に東京教育大学附属中学校・高等学校（現・筑波大学附属中学校・高等学校）を卒業。
東京大学卒業。東京大学大学院修士課程修了後、渡米しアメリカのオレゴン大学教育学修士課程修了、コロンビア大学大学院国際教育博士課程留学。その後、国際連合に奉職。ユニセフ職員としてインドやニューヨーク本部など各地で勤務。
帰国後、新党さきがけに所属して政治家を目指す。国会議員の政策秘書を経て1995年におこなわれた第17回参議院議員通常選挙に新党さきがけ公認で比例区より出馬したが、比例順位が7位と下位だったこともあり落選。
その後、民主党の結成に伴って、さきがけのメンバーと共に民主党に参加する。1996年の第41回衆議院議員総選挙に東京都第16区に民主党から出馬するも3位で落選。その後、民政党などとの合併に伴い自らの選挙区を東京都第14区へ国替えした。2000年に行われた第42回衆議院議員総選挙では保守党から出馬した西川太一郎に小選挙区で敗れたものの比例東京ブロックで復活し初当選を果たす。この時に当選した民主党の同期には、細野豪志、長妻昭などがいる。以後2期連続当選。
2005年の第44回衆議院議員総選挙では自由民主党から出馬した松島みどりに再び敗れ、比例復活もできず落選。民主党の内規により公認が下りなかったため、政治活動を停止した。
衆議院では、予算委員会、内閣委員会、財務委員会、国土交通委員会の各委員、及び、政治倫理の確立及び公職選挙法改正に関する特別委員会理事を歴任し、在職5年で国会質問を52回おこなう。また、超党派議員連盟である交通事故問題を考える国会議員の会の事務局長を当選直後の平成12年から平成17年まで務め、飲酒運転の厳罰化などの交通事故対策に尽力し、交通事故による死亡者数を大きく減らす契機を作った。危険運転致死傷罪の民主党の法案提案者でもある。
また、自民党の女性議員らと共に人身取引に関する勉強会を立ち上げ人身売買罪の成立に関わった。当時興業ビザの名目で年間10万人のフィリピン人女性が入国し一部の女性は売春等に従事させられていることもあり、諸外国からも非難を受けていた。現在ではその数は年間1万人以下になっており、我が国で働く外国人女性の人権は著しく向上した。また、ユニセフ議員連盟事務局長として、国連・ユニセフに対する我が国の支援を強化した。
2015年2月には晴山陽一らと一般社団法人使える英語普及協会を設立して、2016年12月まで代表理事を務める。英語能力は、英検1級、TOEIC990点（満点）。
上田令子東京都議が2014年に立ち上げた地域政党「自由を守る会」では政策担当幹事を務めた。
現在は自由を守る会特別顧問を務める。

## 家族・親族
曾叔父に、明治大学の創設者である岸本辰雄がいる。明治大学の前身である明治法律学校の駿河台校舎は、岸本の義父である高祖父藤波伝左衛門万寿（母親の曾祖父）が、資金集めに苦労していた自分の婿のために当時の三千円を寄付して明治16年に建設された。このエピソードは、日本テレビ「午後は○○おもいッきりテレビ」で紹介された。高祖父は埼玉県の草加市・安行市の大富豪の藤波家の本家であった。明治31年の「全国商工人名簿」の所有地価2万円以上の地主によれば、藤波家は関東地方（埼玉、千葉、神奈川、茨城、栃木、群馬）では12番目の大地主であった。所有する土地は89町歩（26万7千坪）あった。なお、のちにキッコーマンを起こした千葉県の茂木家は16番目にランクされている。また「煎餅」という言葉が日本で文献に初めてあらわれたのは藤波家文書からと言われている。小作人の「ぜんべい」が米粉を焼いた餅の様な物を藤波家に献上したことで、後に「煎餅」と呼ばれる様になったらしい。また、観世流謡曲の愛好家であった高祖父は、親類の関根家と共に明治維新により徳川家の後ろ盾を失った観世宗家を支援した。曽祖父の清水（藤波）八郎は幼少より観世宗家に指導を受けそののち観世家の職分として多くの弟子を養成した。第24代観世左近は随想に、例年新年3日に上野東照宮の拝殿で行われる謡初之式について、「徳川公、松平伯を初め旧幕臣の方々にならんで頂き、流儀の清水八郎が旗本の家柄なのでお奏者番を勤め、東照宮の神官諸氏が儀式を執行つてくれる。」と述べている。現在でも観世流の能楽師には、関根祥六を筆頭として一族の者が多い。
祖父小川孝（旧姓:藤波）は、大蔵省保険部顧問、埼玉県医師会理事、草加市医師会長を務めた。祖父の兄、藤波寿は、旧粕壁中学校（現春日部高校）から一高、東京帝国大学医学部を卒業後、東京帝国大学駒込病院入沢内科に入局し、入沢達吉教授のもとで指導をうける。当時、入沢内科の秀英と言われた。叔父は、我が国のホリスティック医学の草分けで日本ホリスティック医学協会の初代会長である東京医科大学名誉教授藤波襄二である。
また、高祖父は江戸時代末期から接骨医として高名であった名倉与一。曾祖父である藤波磯吉の妻フサ（曾祖母）は、江戸時代から千住の接骨医として高名であった名倉家の四代目名倉与一の二女フサである。初代名倉弥次兵衛直賢（1750年 - 1827年）は、森鷗外の小説「寿阿弥の手紙」、「渋江抽斎」に名医として登場する。フサの甥にあたる六代目の名倉重雄（東京厚生年金病院初代院長）は、名古屋帝国大学教授として汪兆銘の治療にあたり、また、夫人は高橋是清の孫娘恭である。現在でも多くの接骨院は名倉の名称を継承している。名倉家の親戚には、加瀬英明、ヨーコ・オノがいる。
母方の祖母の実家である清水家は徳川時代には3000石の大旗本で東京下谷の三味線堀に屋敷があった。初代の清水権之助は愛知県三河の豪族で戦国大名の水野信元の重臣であった。しかし、織田信長が徳川家康に信元を暗殺させたために一時主君を失う。その後、信元の妹であった於大の方（徳川家康の母）の関係で徳川家に旗本として使えることになったと推測される。そのために、清水家の代々の墓は於大の方の菩提寺である東京の小石川伝通院にある。
曽祖母の清水ふみは、旗本で幕末に築地の海軍操練所教授・組頭を務めた山口挙直の娘で、山口は軍艦奉行の勝海舟の部下で上海貿易を行った人物として歴史に残っている。また、高祖母清水鏡子は旗本で幕末に陸軍奉行並を務めた戸田肥後守勝強の娘である。戸田家は清水家と同様に愛知県三河を発祥の地として、江戸時代には大名、旗本を多く輩出した名門である。戸田勝強の系譜は、江戸時代に2000石の旗本として代々将軍の近習として鷹匠頭を務めた。
高祖母清水鏡子の祖父は、旗本の向井将監正通で、徳川水軍の御船手奉行で大阪冬の陣で功績を上げて6000石の大旗本になった向井忠勝を祖先に持つ。
清水家は新井白石の新井家と江戸時代に縁戚関係になっており、白石の所有していた古文書等は清水家が所有していた。現在でも白石が所蔵した豊臣秀吉の朝鮮出兵に関する連判状は歴史的資料として大阪城博物館に貸し出してある。
妻の井上ノエミは墨田区議会議員。ボリビア出身で、1993年にニューヨークで結婚。2010年に日本へ帰化し、翌年の墨田区議会議員選挙で当選している。
また、縁戚につながる者としては、理論物理学者として世界的に著名でノーベル物理学賞候補であったカリフォルニア大学教授の桜井純、昭和天皇の侍医長であった高木顕がいる。

## 議員連盟
- 交通事故問題を考える国会議員の会（事務局長）
- ユニセフ議員連盟（事務局長）
- 民主党国際局副委員長
- ホームエンタテイメント議員連盟（副会長）
- 民主党日韓議員交流委員会（副事務局長）